# Cyrthermannia tuberculata
Cyrthermannia tuberculata är en kvalsterart som beskrevs av Balogh 1958. Cyrthermannia tuberculata ingår i släktet Cyrthermannia och familjen Nanhermanniidae. Inga underarter finns listade i Catalogue of Life.